# Поминовская волость
Поминовская волость — волость в составе Егорьевского уезда Рязанской губернии, с 1922 года Егорьевского уезда Московской губернии, существовавшая до 1929 года.

## История
Поминовская волость существовала c 1861 года в составе Егорьевского уезда Рязанской губернии. Административным центром волости была деревня Поминово. В 1922 году Егорьевский уезд был включен в состав Московской губернии.
22 июня 1922 года волость была укрупнена путём присоединения к ней части селений Васильевской волости (кроме деревни Ларинской).
В ходе реформы административно-территориального деления СССР в 1929 году Поминовская волость была упразднена.

## Состав
На 1885 год в состав Поминовской волости входило 2 села и 31 деревня.
| Вид     | Наименование    | Население, чел. (1885 год) | Население, чел. (1905 год) |
| ------- | --------------- | -------------------------- | -------------------------- |
| деревня | Поминово        | 514                        | 679                        |
| деревня | Костино         | 148                        | 155                        |
| деревня | Болдино         | 94                         | 136                        |
| деревня | Деминская       | 103                        | 133                        |
| деревня | Титовская       | 227                        | 312                        |
| деревня | Артемовская     | 181                        | 206                        |
| деревня | Бруски          | 124                        | 164                        |
| село    | Власовское      | 97                         | 56                         |
| деревня | Власовская      | 268                        | 309                        |
| деревня | Авчагино        | 328                        | 313                        |
| деревня | Соколово        | 226                        | 302                        |
| деревня | Филинская       | 203                        | 265                        |
| деревня | Федякино        | 195                        | 221                        |
| деревня | Степановская    | 162                        | 179                        |
| деревня | Синевая         | 259                        | 334                        |
| деревня | Клеменова       | 306                        | 413                        |
| деревня | Незгово         | 248                        | 300                        |
| деревня | Зиреевская      | 173                        | 230                        |
| деревня | Бурцево         | 192                        | 156                        |
| деревня | Яковлево        | 330                        | 363                        |
| деревня | Лосево          | 334                        | 407                        |
| деревня | Великий Край    | 363                        | 491                        |
| деревня | Саввино         | 507                        | 681                        |
| деревня | Дранниково      | 409                        | 474                        |
| деревня | Василенцево     | 439                        | 544                        |
| деревня | Коробяты        | 372                        | 449                        |
| деревня | Мартиновская    | 263                        | 296                        |
| село    | Знаменское      | 42                         | 39                         |
| деревня | Лесково         | 299                        | 338                        |
| деревня | Большое Гридино | 1025                       | 1302                       |
| деревня | Малое Гридино   | 121                        | 116                        |
| деревня | Сабанино        | 219                        | 264                        |
| деревня | Денисиха        | 159                        | 229                        |

В 1929 году в Поминовскую волость входили 23 сельсовета: Больше-Гридинский, Бормусовский, Васильевский, Власовский, Горковский, Денисихинский, Драньковский, Знаменский, Иншинский, Клеменовский, Ковревский, Коробятский, Лесковский, Мало-Гридинский, Мартыновский, Незговский, Низковский, Пановский, Поминовский, Саввинский, Собанчинский, Сухановский и Фролковский.

## Землевладение
Население составляли 32 сельские общины — все государственные крестьяне. Все общины, кроме одной, имели общинную форму землевладения. В 23 общинах землю делили по ревизским душам, остальные по числу наличных мужчин любого возраста. Луга в 17 общинах делились ежегодно, в одной через 10 лет, а в остальных одновременно с пашней. Дровяной лес в большинстве случаев делился ежегодно.
Многие общины арендовали вненадельную, преимущественно луговую землю. Домохозяева, имевшие арендную землю, составляли около 35 % всего числа домохозяев волости.

## Сельское хозяйство
Земля в волости была посредственная, почва в большинстве общин супесчаная или песчаная, местами глинистая. Луга были чаще полевые или лесные, частью болотистые, в некоторых общинах были заливные. Во всех общинах был дровяной лес, во многих строевой. Крестьяне сажали рожь, овёс, гречиху и картофель. Овёс сеяли в 9 общинах. Топили собственными дровами, покупали редко.

## Местные и отхожие промыслы
Основным местным промыслом было ткание нанки. В 1885 году этим занимались 274 мужчины и 499 женщин. Кроме того, 724 мужчины и 6 женщин занимались изготовлением берд, 778 женщин мотали бумагу, 225 мужчин и 110 женщин работали на спичечных фабриках.
Отхожими промыслами занимались 162 мужчины (7 % всего мужского населения рабочего возраста) и 5 женщин. Из них 16 рогожников, 15 бердников, 16 мастеровых, 23 приказчика, 37 торговцев и содержателей разных заведений.

## Инфраструктура
В 1885 году в волости имелось бумаготкацкая и ватная фабрика, 1 кожевенный завод, 37 спичечных фабрик, 1 паровая, 3 водяных и 1 ветряная мельница, 5 кузниц, 5 красилен, 2 кирпичных завода, 1 медное заведение, 7 маслобоен, 2 рушалки, 3 крупорушалки, 1 суричное заведение, 3 лесных двора, 55 различных лавок и 12 трактирных и питейных заведений. Школы имелись в деревне Поминове при Волостном Правлении и в селе Власовском. Кроме того в некоторых общинах были свои учителя.